# Cinque reali siti
Cinque Reali Siti è la denominazione di un'area agricola della Puglia nella provincia di Foggia che comprende i comuni di Ordona, Carapelle, Orta Nova, Stornara e Stornarella che nel XVIII secolo fu interessata dalla ricolonizzazione voluta da re Ferdinando IV di Napoli.

## Storia
La nascita dei 5 paesi di Ordona, Carapelle, Stornara, Stornarella, Orta Nova è legata all'esperimento di colonizzazione agraria avviato da Ferdinando IV di Borbone nel 1774 in territori della Capitanata all'epoca appartenenti ai gesuiti della «Badia d'Orta». 
Tale esperimento aveva l'obiettivo di affrontare, attraverso l'ampliamento delle superfici di seminativi, l'incremento demografico del Regno di Napoli della metà degli anni Settanta del Settecento. Pertanto, nel territorio della «Badia d'Orta» fu scelta un'area che fu poi divisa in cinque colonie agricole: quella di Orta, nella quale vennero stabilite 105 famiglie, quella di Ordona dove si stanziarono 93 famiglie, quella di Stornara con 83, quella di Stornarella con 73, quella di Carapelle con 56 famiglie. Gli anni dell'insediamento furono tutt'altro che semplici, al punto che tra il 1793 e il 1795, le colonie appena impiantate erano in piena dissoluzione e si sarebbero riprese soltanto agli inizi del periodo dei napoleonidi. 
Cominciò così un cammino di crescita lungo e faticoso, segnato da mille vicissitudini tanto che ancora nel 1859 Carlo De Cesare descriveva le colonie borboniche della Capitanata come villaggi miseri ed oscuri con l'aspetto di masserie mal tenute. Oggi i cinque «meschinissimi villaggi» sono diventati centri considerevoli sul piano non solo dell'incremento demografico e dello sviluppo urbanistico, ma anche dei fermenti culturali e delle trasformazioni sociali

## Evoluzione demografica
"Abitanti censiti"